# Cantone di Montfort-sur-Meu
Il Cantone di Montfort-sur-Meu è una divisione amministrativa dell'arrondissement di Rennes.
A seguito della riforma approvata con decreto del 18 febbraio 2014, che ha avuto attuazione dopo le elezioni dipartimentali del 2015, è passato da 11 a 15 comuni.

## Composizione
Gli 11 comuni facenti parte prima della riforma del 2014 erano:
- Bédée
- Breteil
- La Chapelle-Thouarault
- Clayes
- Iffendic
- Montfort-sur-Meu
- La Nouaye
- Pleumeleuc
- Saint-Gonlay
- Talensac
- Le Verger

Dal 2015 i comuni appartenenti al cantone sono i seguenti 15:
- Bédée
- Breteil
- Iffendic
- Maxent
- Monterfil
- Montfort-sur-Meu
- La Nouaye
- Paimpont
- Plélan-le-Grand
- Pleumeleuc
- Saint-Gonlay
- Saint-Péran
- Saint-Thurial
- Talensac
- Treffendel